# Dąbcze
Dąbcze is een plaats in het Poolse district  Leszczyński, woiwodschap Groot-Polen. De plaats maakt deel uit van de gemeente Rydzyna en telt 1000 inwoners.